# Хенриксен, Синдре
Синдре Хенриксен (норв. Sindre Henriksen; род. 24 июля 1992 года, Берген, Норвегия) — норвежский конькобежец, золотой призёр зимних Олимпийских игр 2018 года в командной гонке, серебряный и бронзовый призёр чемпионата мира, чемпион Норвегии и 11-кратный призёр. Выступал за клуб "Fana IL".

## Биография
Синдре Хенриксен родился в коммуне Берген, где и начал заниматься конькобежным спортом с восьмилетнего возраста, после того, как его отец отвёл на тренировки к своему знакомому спортсмену. На какое-то время он потерял интерес к спорту в подростковом возрасте и попал не в то окружение, оказавшись вовлеченным во множество глупостей. Однако одумался вовремя и вернулся в конькобежный спорт в возрасте 17 лет.

### Спортивная карьера
Синдре дебютировал в сезоне 2009/10 в юниорском чемпионате Норвегии, а в 2011 году в чемпионате Норвегии на взрослом уровне. В сезоне 2015/16 он впервые участвовал на Кубке мира. В национальной сборной за его подготовку отвечал канадский тренер Джереми Уотерспун. На 3-м этапе в Инцелле и 4-м этапе в Херенвене поднялся на 2-е место в командной гонке. Он повредил левую ногу в конце 2015 года, но вовремя вернулся, и выступил в январе 2016 года на дебютном чемпионате Европы в Минске, где занял 8-е место в классическом многоборье.
Синдре также стал бронзовым призёром в сумме многоборье на чемпионате Норвегии и в забеге на 1500 м. В феврале 2016 года на чемпионате мира на отдельных дистанциях в Коломне стал 7-м на дистанции 1500 м. В сезоне 2016/2017 он выиграл чемпионат Норвегии в забеге на 1500 м, следом на 1-м этапе Кубка мира в Харбине с партнёрами стал серебряным призёром в командной гонке, а на 4-м этапе Кубка мира в Херенвене завоевал золотую медаль.
Бронзовой медалью завершилось выступление Хенриксена на чемпионате мира по конькобежному спорту на отдельных дистанциях 2017 года в южнокорейском городе — Каннын. 10 февраля 2017 года в мужской командной гонке с результатом 3:41.60 (+0.94) норвежцы заняли третье место, уступив более высокие позиции соперникам из Новой Зеландии (3:41.08 (+0.42) — 2-е место) и Нидерландов (3:40.66 — 1-е место).
В сезоне 2017/2018 на 2-м этапе Кубка мира в Ставангере завоевал бронзовую медаль в забеге на 1500 м. На зимних Олимпийских играх 2018 Синдре Хенриксен был заявлен для участия в забеге на 1500 м и командной гонке. 13 февраля 2018 года на конькобежном стадионе Олимпийский Овал Каннына в забеге на 1500 м он финишировал с результатом 1:45.64 (+1.63), заняв 7-е место. Золотой медалью завершилась командная гонка, где в составе норвежской команды Хенриксен выиграл золотую медаль. 21 февраля 2018 года в командной гонке преследования норвежские конькобежцы финишировали первыми с результатом 3:37.32, оставив позади соперников из Южной Корее (3:38.52 — 2-е место) и Нидерландов (3:38.40 — 3-е место).
В сезоне 2018/19 Синдре Хенриксен занял 2-е место в командной гонке на 2-м этапе Кубка мира в Томакомаи и на 3-м этапе в Томашув-Мазовецком. В январе 2019 года на чемпионате Европы в Коллальбо вновь занял 8-е место в сумме многоборья. Уже в феврале на чемпионате мира на отдельных дистанциях в Инцелле он выиграл серебряную медаль в командной гонке, а в забеге на 1500 м занял 13-е место. В марте на чемпионате мира в классическом многоборье в Калгари поднялся на высокое 6-е место.
В 2020 году Хенриксен участвовал на чемпионате Европы в Херенвене, где занял 6-е место на дистанции 1500 м и 15-е на 1000 м. На чемпионате мира на отдельных дистанциях в Солт-Лейк-Сити стал 8-м в забеге на 1500 м. В ноябре 2021 года он объявил о завершении карьеры.

## Личная жизнь
Синдре Хенриксен обучался в Университете Ставангера по специальности — физическое воспитание и спорт. Состоит в отношениях с норвежской конькобежкой — Ребеккой Скавхеллен. Его младший брат Сигурд пошёл по стопам Синдре и стал конькобежцем, выступающим за национальную сборную Норвегии.